# Jednorodna grupa pacjentów

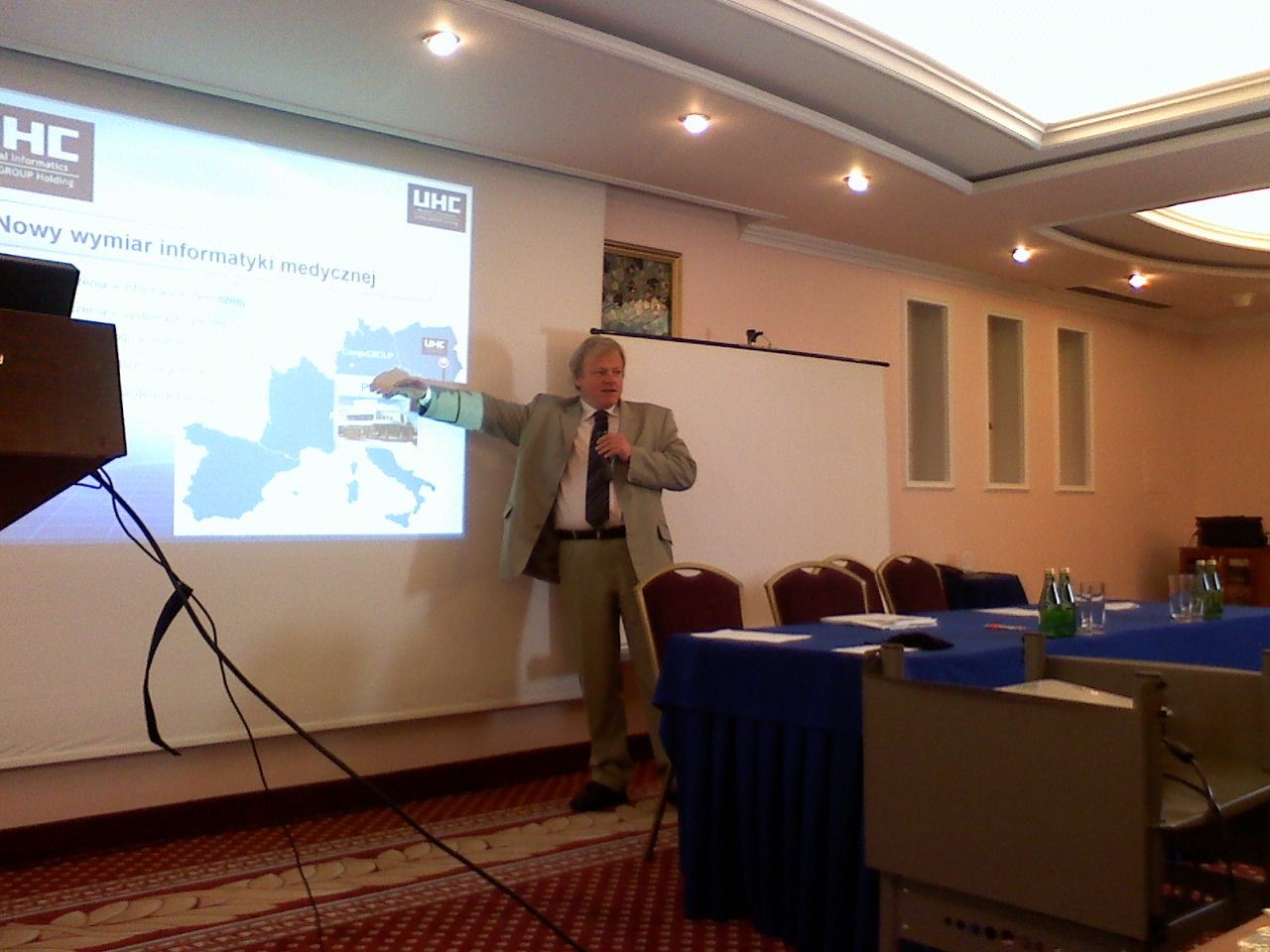
Jacek Grabowski, szef zespołu wdrażającego system JGP w leczeniu szpitalnym, podczas wykładu w centrali NFZ (czerwiec 2009)

Jednorodna grupa pacjentów, JGP, DRG (od ang. diagnosis-related group) – grupa pacjentów w systemie rozliczania świadczeń zdrowotnych przez płatnika (w Polsce Narodowy Fundusz Zdrowia).
Ideą tego rozwiązania jest stworzenie w miarę prostych i łatwych w stosowaniu metod kwalifikowania (już po wykonaniu) danego świadczenia do pewnej grupy ze ściśle zdefiniowanej listy celem rozliczenia usługi przed płatnikiem. Praktyczna konstrukcja tego systemu wynika z obserwacji, że pewne grupy pacjentów, często znacznie różniących się, wymagają w zasadzie dość podobnego postępowania, z drugiej zaś strony ta sama choroba u pacjentów różniących się wiekiem i współistniejącymi problemami wymaga często całkiem innego postępowania.
Kwalifikację do grupy wykonuje się albo na podstawie rozpoznania definiowanego międzynarodową klasyfikacją chorób i problemów zdrowotnych ICD-10 (dotyczy głównie leczenia niezabiegowego), albo wymienioną w stosownej liście procedurą leczniczą wymienioną w liście JGP identyfikowaną kodem klasyfikacji ICD-9.
Wycena grup została dokonana empirycznie przez ekspertów Narodowego Funduszu Zdrowia na podstawie danych sprawozdawczych z puli monitorowanych szpitali za okres 2002-2007, a następnie po wprowadzeniu systemu opierana się na wszystkich danych sprawozdawczych przekazywanych przez wszystkie szpitale oddziałom NFZ i dostosowywana do rzeczywistych kosztów, z częstotliwością co około 12 miesięcy. 
System jednorodnych grup pacjentów w leczeniu szpitalnym (JGP SZP) został wprowadzony w Polsce 1 lipca 2008, a jego głównym twórcą jest Jacek Grabowski, ekspert systemów opieki zdrowotnej, z wykształcenia lekarz psychiatra.
1 października 2010 został wprowadzony system jednorodnych grup pacjentów w stacjonarnej rehabilitacji neurologicznej i kardiologicznej (JGP REH).

## Historia systemu
W latach 60. XX wieku w amerykańskiej opiece zdrowotnej zaobserwowano, że pacjenci z tym samym schorzeniem, którym wykonywano te same badania i procedury oraz których czas hospitalizacji był zbliżony, generowali te same koszty. Na przełomie lat 60. i 70. Robert Fetter z Uniwersytetu Yale po raz pierwszy przedstawił założenia systemu jednorodnych grup pacjentów (DRG). Pacjenci podobni medycznie i kosztowo zostali przyporządkowani do 333 grup, w 54 głównych kategoriach diagnostycznych. Fetter oparł się na analizie danych 1 mln 700 tys. pacjentów hospitalizowanych w szpitalach New Jersey. Ostatecznie w Stanach Zjednoczonych system DRG wprowadzono w życie decyzją Kongresu w roku 1982.
Zaproponowany system zaczął się upowszechniać w Europie pod koniec lat 90. XX wieku. Z różnymi modyfikacjami spotykany jest obecnie w Austrii, Belgii, Bułgarii, Czechach, Danii, Finlandii, Francji, Grecji, Hiszpanii, Holandii, Niemczech, Norwegii, Portugalii, Rumunii, Szwecji, Szwajcarii, Włoszech oraz Wielkiej Brytanii. 
W Polsce pierwsze próby implantacji modelu DRG miały miejsce jeszcze w czasach kas chorych:
- JGP w ginekologii i położnictwie w Łódzkiej Kasie Chorych w 1999, opracowane na podstawie danych o kosztach leczenia pacjentek z 10 szpitali z województwa warmińsko-mazurskiego
- wdrożenie systemu JGP do rozliczeń świadczeń szpitalnych w Dolnośląskiej i Podkarpackiej Kasie Chorych w latach 1999–2003
- projekt adaptacji austriackiego systemu LKF zrealizowany w ramach projektu Banku Światowego w latach 2000–2002,
- doświadczenia zebrane w trakcie trwania projektu VITAPOL komponent-3: „Przegląd polskiego systemu ustalania kosztów w opiece zdrowotnej” – umowa twinningowa realizowana przez brytyjskich ekspertów.

Brytyjski system HRG stał się podstawą opracowania polskiego modelu jednorodnych grup pacjentów. Jego wprowadzenie miało za zadanie zmniejszyć i zoptymalizować usługi szpitalne, a sam system miał być narzędziem poprawiającym produktywność szpitali. NFZ miał płacić za wynik leczenia (wyprowadzenie pacjenta z ostrej fazy choroby wymagającej hospitalizacji), nie za świadczenie z katalogu szpitalnego. Redefinicji zatem ulegał produkt, który finansował płatnik. Zgodnie z amerykańskim modelem DRG, pacjentów przypisano do poszczególnych grup diagnostycznych. Każda grupa diagnostyczna posiadała określoną charakterystykę, obejmowała pacjentów o zbliżonej kosztochłonności i wymagała stosowania w terapii określonych procedur zgodnie z obowiązującymi standardami medycznymi.

## Podstawowe pojęcia
1. Hospitalizacja – gwarantowane świadczenie opieki zdrowotnej, udzielone w szpitalu lub zakładzie opieki zdrowotnej przeznaczonym do całodobowego udzielania świadczeń, na rzecz świadczeniobiorcy, u którego cel leczenia nie może być osiągnięty ambulatoryjnie, rozpoczynające się przyjęciem do szpitala w trybie nagłym albo planowym, obejmujące kwalifikację do hospitalizacji, badania diagnostyczne, terapię, profilaktykę, pielęgnację i rehabilitację, a także inne niezbędne czynności w ramach procesu diagnostyczno-terapeutycznego, i kończące się wypisem lub zgonem, przy czym przez wypis rozumie się przekazanie świadczeniobiorcy do dalszego leczenia ambulatoryjnego lub do dalszego leczenia w innym stacjonarnym zakładzie opieki zdrowotnej; pobyty świadczeniobiorcy na jednym lub więcej oddziałach, od momentu przyjęcia do szpitala do chwili wypisu lub zgonu stanowią jedną hospitalizację,
2. Świadczenie ratujące życie – świadczenie wykonane w stanie nagłego zagrożenia zdrowotnego, zgodnie z Ustawą o Państwowym Ratownictwie Medycznym (Dz.U. 2006 Nr 191, poz. 1410; t.j. Dz.U. z 2023 r. poz. 1541), której art. 3 pkt 8 stanowi, że: stan nagłego zagrożenia zdrowotnego [to] stan polegający na nagłym lub przewidywanym w krótkim czasie pojawieniu się objawów pogarszania zdrowia, którego bezpośrednim następstwem może być poważne uszkodzenie funkcji organizmu lub uszkodzenie ciała lub utrata życia, wymagający podjęcia natychmiastowych medycznych czynności ratunkowych i leczenia.
3. ICD-10 – Międzynarodowa Statystyczna Klasyfikacja Chorób i Problemów Zdrowotnych Rewizja dziesiąta; służy kodyfikacji schorzeń będących powodem hospitalizacji lub współistniejących, istotnych przy ustalaniu grupy,
4. Rozpoznanie główne (zasadnicze) – schorzenie określone kodem ICD-10, będące głównym powodem hospitalizacji lub schorzenie będące głównym nośnikiem kosztów pobytu szpitalnego (JGP SZP) lub będące główną dysfunkcją podlegającą rehabilitacji (JGP REH); rozpoznanie główne jest zawsze stawiane po zakończeniu leczenia szpitalnego (JGP REH) lub w momencie rozpoczęcia rehabilitacji stacjonarnej (JGP REH),
5. Rozpoznanie współistniejące – schorzenie określone kodem ICD-10, niebędące głównym powodem hospitalizacji, występujące przed lub rozwijające się w trakcie pobytu szpitalnego, mające wpływ na przebieg leczenia schorzenia głównego poprzez wydłużenie hospitalizacji lub zwiększenie kosztów (JGP SZP) lub schorzenie będące wyjściową przyczyną dysfunkcji podlegającej rehabilitacji stacjonarnej (JGP REH). W systemie JGP nie wykazuje się schorzeń współistniejących, które nie mają wpływu na przebieg bieżącego leczenia szpitalnego lub złożoność udzielonego świadczenia,
6. ICD-9 – Międzynarodowa Klasyfikacja Procedur Medycznych udostępniana przez Narodowy Fundusz Zdrowia; służy kodyfikacji wykonanych w trakcie hospitalizacji czynności diagnostycznych lub leczniczych, istotnych przy wyznaczaniu grupy lub mających znaczenie kliniczne dla przebiegu hospitalizacji lub udzielonego świadczenia,
7. Ranga procedury ICD-9 – określa znaczenie procedury ICD-9 dla przebiegu grupowania i wyznaczania grupy. W szczególności wyróżnia procedury istotne i nieistotne dla procesu grupowania. 
  - Procedura podstawowa – znacząca procedura zabiegowa, kierunkująca do grupy, oznaczona rangą > 2.
  - Procedura dodatkowa – procedura wymagana dla spełnienia dodatkowych warunków określonych w etykiecie poszczególnych grup, oznaczona rangą 1.
  - Procedura z rangą 2 – drobna procedura przeznaczona do realizacji w czasie hospitalizacji < 2 dni, gdy stanowi jedyny element sterujący.
  - Procedura nieistotna – procedura, która nie ma znaczenia dla przebiegu grupowania, oznaczona rangą 0,
8. Istotna procedura ICD-9 – procedura medyczna oznaczona kodem ICD-9 przypisująca do określonej grupy systemu JGP lub istotna kosztowo i klinicznie w przebiegu hospitalizacji (JGP SZP) lub wykonanego świadczenia (JGP AOS),
9. Charakterystyka JGP – zbiór wszystkich istotnych parametrów służących do prawidłowego wyznaczenia grupy: rozpoznania według kodyfikacji ICD-10, wykonane istotne procedury diagnostyczne lub lecznicze według klasyfikacji ICD-9, wiek pacjenta ustalany na podstawie numeru PESEL lub daty urodzenia, czas pobytu w szpitalu, stan chorego określony w odrębnych skalach, np. Barthel, ASIA, itp. (JGP REH),
10. Algorytm JGP – określony sposób postępowania prowadzący do poprawnej kwalifikacji zakończonej hospitalizacji (JGP SZP) lub wykonanego świadczenia (JGP REH, JGP AOS) do właściwej grupy JGP, publikowany corocznie dla leczenia szpitalnego na stronie internetowej Centrali NFZ,
11. Gruper JGP – informatyczny program kwalifikujący konkretną hospitalizację do konkretnej grupy JGP, o ile rozliczenie pobytu szpitalnego lub świadczenia nie odbywa się na zasadach odrębnych, poza systemem JGP (np. leczenie padaczki lekoopornej, cykle chemioterapii nowotworów, programy lekowe),
12. Grupa JGP – jedna z wielu kategorii hospitalizacji lub świadczeń, wyodrębniona zgodnie z systemem JGP, która posiada własny kod, nazwę i charakterystykę określoną wyżej opisanymi, określonymi parametrami, każdej grupie przypisano określoną wartość punktową, tzw. taryfę, na podstawie analizy informacji kosztowych pobieranych z reprezentatywnej grupy świadczeniodawców w danym rodzaju świadczeń, np. szpitali,
13. Cechy podstawowe grupy JGP: znaczenie kliniczne związane ze zbliżonym postępowaniem, zgodnym z powszechnie obowiązującymi standardami medycznymi oraz z określoną charakterystyką leczonych pacjentów w odniesieniu do czasu hospitalizacji, wykonanych procedur diagnostycznych i leczniczych, stosowanej farmakoterapii itd., kosztochłonność, czyli zbliżone generowanie zużycia zasobów świadczeniodawcy związanych z udzielonym świadczeniem, spójna definiowalność na podstawie ogólnodostępnych danych statystycznych, występujących w dokumentacji medycznej, odnoszących się do stanu pacjenta lub zastosowanych metod leczenia, a minimalna liczba wystąpień danej grupy w skali kraju nie może być niższa niż 300 przypadków w ciągu roku lub o sumarycznej wartości powyżej 1,5 mln PLN,
14. Opis grupy JGP – składa się z: kodu i nazwy, etykiety zawierającej oznaczenie tzw. warunków kierunkowych dla danej grupy, zbiorów kodów ICD-10 lub kodów ICD-9, które są podstawą przypisania pacjenta do konkretnej grupy,
15. Sekcja JGP – zbiór grup JGP w układzie anatomiczno-fizjologicznym, w systemie JGP SZP grupy przypisano do 17 sekcji, w systemie JGP REH do 6 sekcji,
16. Warunki kierunkowe grupy JGP – kwantyfikatory określające warunki niezbędne do przypisania określonej hospitalizacji do konkretnej grupy JGP, odsyłające do dodatkowych zbiorów kodów procedur medycznych (ICD-9) lub rozpoznań (ICD-10), jeśli ich obecność jest wymagana dla pełnej charakterystyki grupy,
17. Rekord pacjenta – zestaw danych dotyczących hospitalizacji lub świadczenia na rzecz konkretnego pacjenta, zgromadzonych w komunikacie XML, niezbędnych do ustalenia poprawnej grupy JGP.

Rozliczenie leczenia pacjenta w szpitalu lub przez innego świadczeniodawcę polega na przyporządkowaniu go do określonej grupy JGP na podstawie zbioru danych zawartych w jego rekordzie; przyporządkowanie następuje automatycznie poprzez zastosowanie algorytmu grupera JGP.